# Giuseppologia

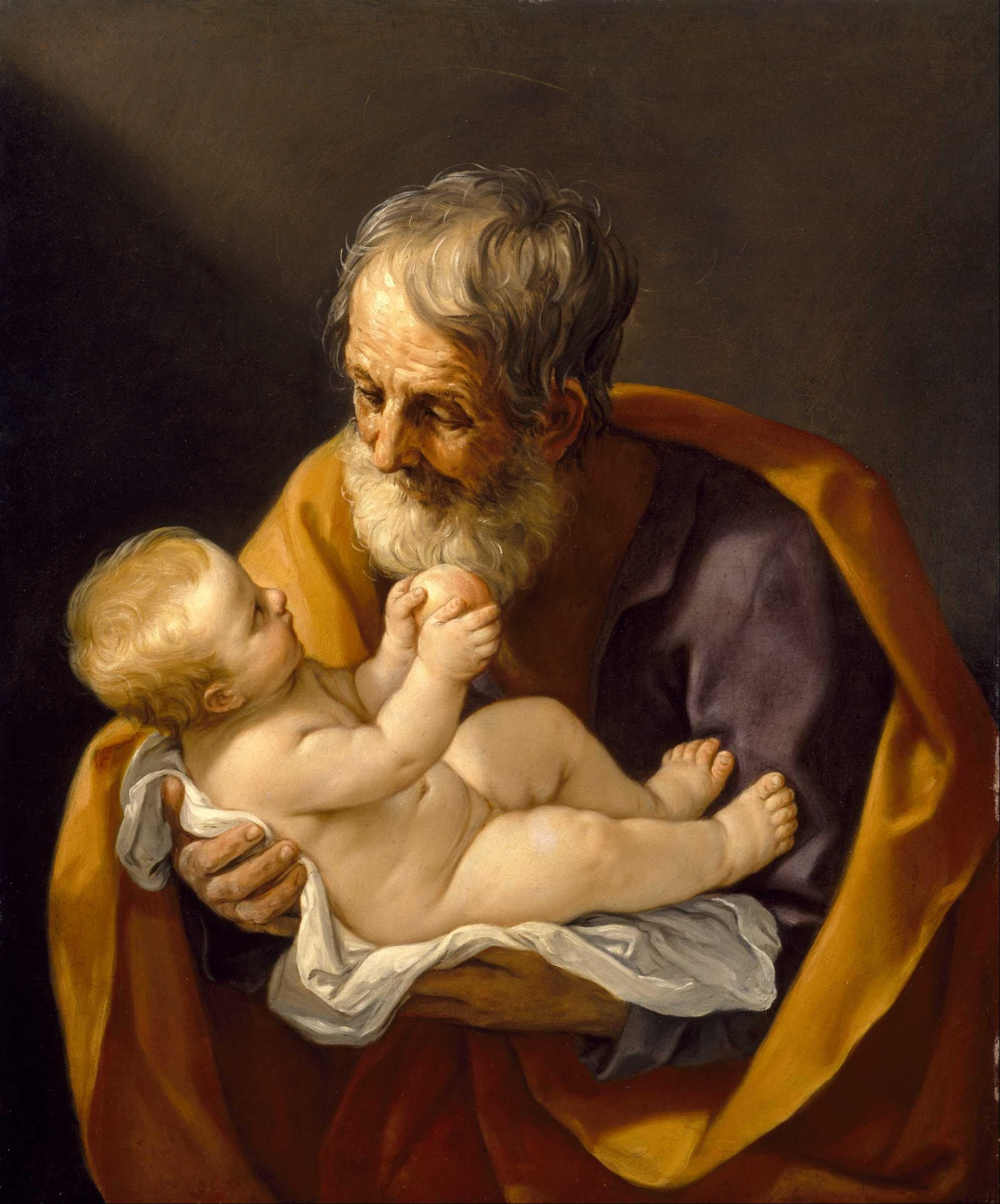
San Giuseppe e l'infante Gesù (Guido Reni, c. 1640).

La giuseppologia è lo studio teologico di san Giuseppe, padre putativo di Gesù e sposo di Maria. Riferendosi alla Sacra Famiglia di Nazareth, essa è una scienza affine alla cristologia e alla mariologia. Testimonianze di devozioni a san Giuseppe risalgono all'anno 800 e a Dottori della Chiesa come san Tommaso d'Aquino. Negli anni Cinquanta nacquero i primi centri dedicati allo studio di questa disciplina teologica, una delle più innovative dell'età moderna.

## Contesto storico
L'opera Contra Elvidium di san Girolamo (c. 383) aprì la strada ad aspetti della futura devozione giuseppina con la sua affermazione che Giuseppe rimase sempre vergine, in virtù del futuro dogma della Verginità perpetua di Maria. Nella Chiesa occidentale, la prima testimonianza di una devozione formalmente ufficializzata a san Giuseppe è nel Martirologio di Rheinau nel nord della Francia, risalente all'anno 800. Con lo sviluppo della mariologia, dal IX al XIV secolo continuarono ad aumentare i riferimenti a Giuseppe come nutritor Domini ("educatore/guardiano del Signore").  Nel XII secolo, i monaci benedettini iniziarono a inserire l suo nominativo nei calendari liturgici e nei martirologi.
Nel XIII secolo, il domenicano san Tommaso d'Aquino discusse la necessità della presenza di Giuseppe nel piano dell'Incarnazione perché se Maria non fosse stata sposata, i suoi compagni ebrei l'avrebbero lapidata a morte in quanto sarebbe stata reputata adultera. Inoltre, l'infante Gesù, vero Dio e vero Uomo, per via della sua umanità, avrebbe comunque avuto necessità della cura e della protezione amorevole di una figura paterna umana. L'adozione da parte di Giuseppe è un momento-chiave nella geneaologia di Gesù poiché il padre putativo discende direttamente da re Davide. La giuseppologia dell'Aquinate procedeva spesso con la giustapposizione di Giuseppe e Maria.
Nel XV secolo, Bernardino da Siena, Pierre d'Ailly e Jean Gerson, cancelliere della Cattedrale di Notre Dame a Parigi, compirono importanti passi avanti. Gerson scrisse un lungo trattato in francese intitolato Consideration sur Saint Joseph, oltre ad un poema latino in 120 versi, a lui dedicato. Dal 1416 al 1418, Gerson predicò sermoni su San Giuseppe al Concilio di Costanza in cui mutuò molti concetti da tematiche mariologiche.

### XVI-XIX secolo
Nel 1540 fu consacrata la prima chiesa in onore di san Giuseppe, la Chiesa di San Giuseppe dei Falegnami in Roma, che giaceva proprio nel Foro Romano, sopra il carcere che per tradizione aveva ospitato gli apostoli Pietro e Paolo. Nel 1597 fu pubblicata a Roma la prima versione delle Litanie a san Giuseppe e, nel 1697, fu fondata la prima confraternita del santo, l'Arciconfraternita della Corda di san Giuseppe ad Anversa, avente sede nella Chiesa di San Rocco in Roma. Nel 1850 fu introdotta la Coroncina di San Giuseppe, suddivisa in quindici gruppi di quattro grani composti da uno bianco e tre viola; nel 1880 fu approvata la Scapolare di san Giuseppe dei Cappuccini. La venerazione formale della Sacra Famiglia iniziò nel XVII secolo ad opera di Mons. François de Laval.
Dal XVI secolo in poi, numerosi santi cattolici pregarono San Giuseppe, invocarono il suo aiuto e la sua protezione e incoraggiarono altri a farlo. Nell'Introduzione alla vita devota, Francesco di Sales incluse Giuseppe e la Vergine Maria fra i santi da invocare durante la preghiera che seguiva all'esame di coscienza. Teresa d'Avila attribuì a Giuseppe la sua guarigione e lo raccomandò come avvocato di giustizia. Nella sua biografia intitolata Storia di un'anima, Teresa di Lisieux affermò di aver pregato per qualche tempo quotidianamente "San Giuseppe, padre e protettore delle vergini ..." e di essersi sentita al riparo dal pericolo. Tutti questi tre santi sono Dottori della Chiesa.
Nel 1870, papa Pio IX proclamò San Giuseppe "Patrono della Chiesa universale". Nel 1889, papa Leone XIII pubblicò l'enciclica Quamquam Pluries in cui esortava i cattolici a pregare Giuseppe come patrono della chiesa. Ciò era in vista delle sfide che la Chiesa era chiamata ad affrontare, come la crescente depravazione morale delle giovani generazioni. Il Sommo Pontefice prescrisse che ogni ottobre al Rosario fosse aggiunta una Preghiera a san Giuseppe, con annesse indulgenze.

### Sviluppo moderno
Con lo sviluppo della mariologia, iniziò a crescere anche lo studio teologico di Giuseppe per discutere il suo ruolo nell'economia della salvezza. Negli anni '50 furono costituiti tre centri di giuseppelogia: a Valladolid, in Spagna, presso l'Oratorio di San Giuseppe a Montreal, e nel teologato di Viterbo.
In occasione del centenario dell'enciclica Quamquam pluries nel 1989, papa Giovanni Paolo II pronunciò l'esortazione apostolica Redemptoris custos ("Custode del Redentore"). Questa esortazione faceva parte dei "documenti di redenzione" emanati dal Papa e seguiva all'enciclica mariana Redemptoris Mater. Essa discusse l'importanza di San Giuseppe nella Sacra Famiglia ed espose il punto di vista del papa sul ruolo di San Giuseppe nel piano della Redenzione. Giovanni Paolo II presentò San Giuseppe come colui che spezzò l'antico vizio del dominio familiare paterno di tipo patriarcale e lo propose come modello di padre amorevole.